# عملات الهند البريطانية
يمكن تقسيم سك العملات في ظل الحكم البريطاني لشبه القارة الهندية إلى فترتين: إصدارات شركة الهند الشرقية (إي أي سي)، قبل عام 1858 والإصدارات الإمبراطورية التي سُكّت خلال فترة الحكم البريطاني تحت السلطة المباشرة للتاج. يمكن تقسيم إصدارات إي أي سي إلى فئتين فرعيتين: إصدارات الرئاسة والتي تتألف من إصدارات منفصلة لرئاسة مدراس ورئاسة بومباي ورئاسة البنغال والعملات المعدنية الموحدة لجميع الأراضي البريطانية من عام 1835 إلى عام 1858. تحمل الإصدارات الإمبراطورية صورًا للملكة فيكتوريا (بتاريخ 1862-1901) إدوارد السابع (بتاريخ 1903-1910) وجورج الخامس (بتاريخ 1911-1936) وجورج السادس (بتاريخ 1938-1947). لم يتم إصدار أي عملات معدنية بريطانية هندية خلال فترة حكم إدوارد الثامن القصيرة.
تأسست المراكز التجارية البريطانية في شبه القارة الهندية لأول مرة من قبل شركة الهند الشرقية (إي أي سي) في أوائل القرن السابع عشر والتي تطورت بسرعة إلى مستعمرات أكبر تغطي جزءًا كبيرًا من شبه القارة. شملت المستوطنات أو المصانع المبكرة ماسوليباتنام (1611) ومدراس (1640) في الجنوب، وسورات (1612) في الغرب، وكلكتا الحديثة (1698-1699) في الشرق. أدت هذه المستعمرات إلى ظهور رئاسة مدراس ورئاسة بومباي ورئاسة البنغال وكان لكل رئاسة نظام نقدي وعملة منفصلة. مع مرور الوقت اعتمدت شركة الهند الشرقية نظامًا موحدًا للعملات في جميع الممتلكات البريطانية في الهند، و توقفت عن العمل بنظام الرئاسة القديم. بعد ثورة الهند عام 1857 انتقلت السيطرة على أراضي الهند الشرقية إلى التاج البريطاني. كانت العملات المعدنية الصادرة بعد عام 1857 تحت سلطة الملك عندما أصبحت الهند جزءًا من الإمبراطورية البريطانية. مع صدور قانون الألقاب الملكية عام 1876 حصلت فيكتوريا على لقب "إمبراطورة الهند" لذا في عام 1877 تغيرت نقوش العملات المعدنية من الملكة فيكتوريا إلى فيكتوريا الإمبراطورة. كانت هناك فترة انتقالية بعد حصول الهند على استقلالها في 15 أغسطس 1947 وإصدرت أول مجموعة من عملات جمهورية الهند في عام 1950.

## شركة الهند الشرقية

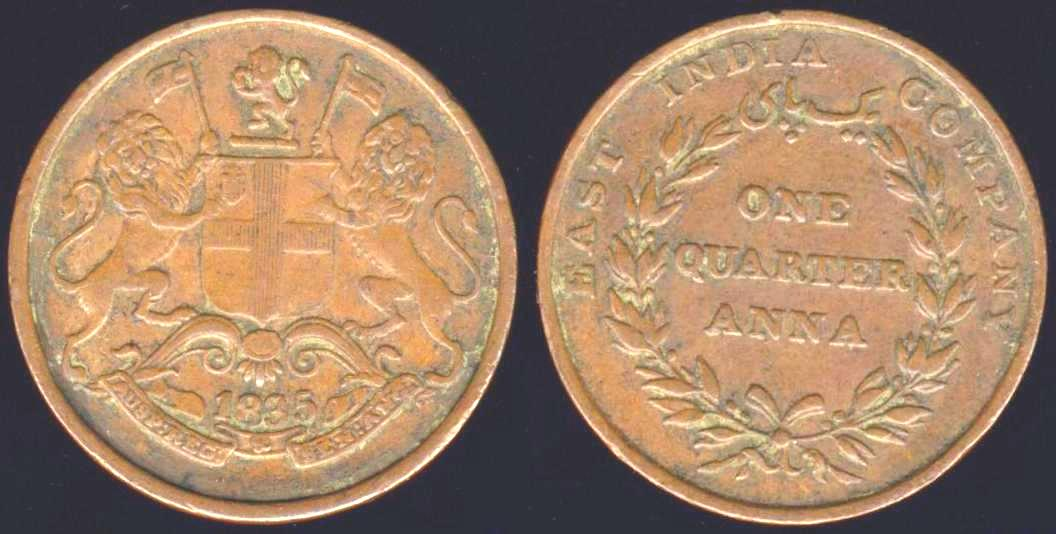
ربع آنا لشركة الهند الشرقية عام 1835، وهو جزء من العملة الموحدة التي قدمت في ذلك العام

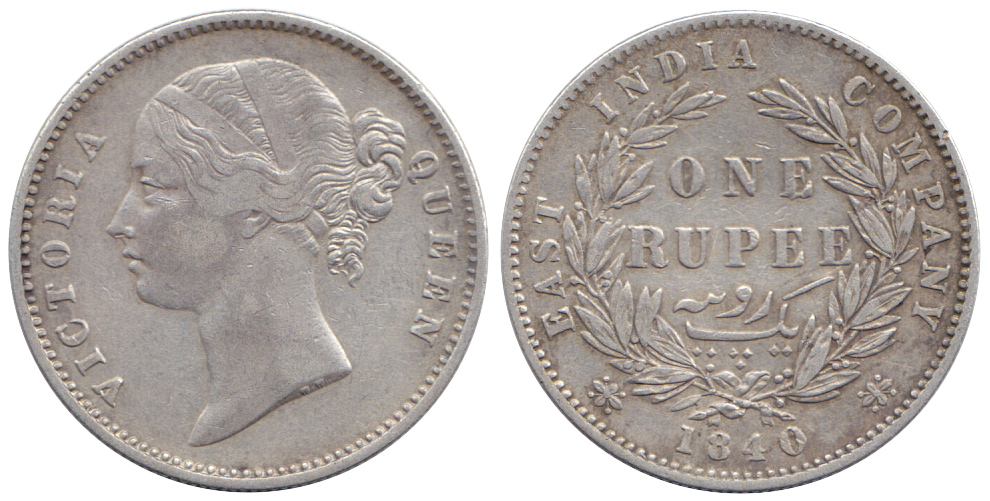
روبية شركة الهند الشرقية عام 1840. سكت في بومباي وكلكتا ومدراس.

حصلت شركة الهند الشرقية الإنجليزية على ميثاق ملكي من الملكة إليزابيث الأولى يسمح باحتكار التجارة مع الدول الشرقية بما في ذلك سومطرة وجاوة والهند. قسمت الأراضي التي تحكمها شركة الهند الشرقية إلى ثلاث مناطق إدارية رئيسية: رئاسة مدراس في الجنوب ورئاسة بومباي في الغرب ورئاسة البنغال في الشرق. ومع ذلك ظلت معظم مناطق الشمال لفترة طويلة تحت سيطرة الإمبراطور المغولي وفي وقت لاحق الحكام المحليين بما في ذلك المراثا والراجبوت. أصدرت كل من الرئاسات الثلاث تحت حكم شركة الهند الشرقية عملاتها المعدنية الخاصة حتى قدمت عملة موحدة في جميع الأقاليم في عام 1835. كانت قضايا الرئاسة المبكرة غالبًا ما تحاكي القضايا المحلية والتصميم المغولي من أجل الحصول على قبول أوسع من قبل السكان الأصليين.
لم تكن العملات المعدنية ذات الطراز الأوروبي المبكر شائعة خارج نطاق مستوطناتها المعنية. و مع أن امتلاكها لدور سك العملة الخاصة بها فقد قامت شركة الهند الشرقية إما بإرسال سبائكها إلى دور سك العملة المغولية أو قامت بتزوير العملات المعدنية الشائعة للإمبراطور المغولي المعاصر. في عام 1717 حصلت شركة الهند الشرقية على حقوق سك العملات المعدنية باسم الإمبراطور المغولي فاروخسيار في جزيرة بومباي.

## رئاسة مدراس
كانت دور سك العملة الرئيسية في الغرب المسؤولة عن إصدار العملات المعدنية لشركة الهند الشرقية تشمل سورات وبومباي (مومباي أو مونباي) وأحمد آباد. من عام 1621 إلى عام 1800 أرسل الإنجليز سبائكهم المعدنية الثمينة إلى دار سك العملة في سورات التي كانت تحت سيطرة النواب لسكها على شكل عملات ذهبية محلية وروبيات فضية. وبما أن دار سك العملة في سورات لم تتمكن من تلبية معدل الإنتاج المطلوب فقد أرسلت الفضة أيضًا إلى دار سك العملة في أحمد آباد في عام 1636. وفي السنوات اللاحقة قامت دار سك النقود في أحمد آباد أيضًا بضرب روبيات لرئاسة بومباي باسم محمد أكبر الثاني بتواريخ 1233-1241 هـ (1817-1825 م).
في ديسمبر 1672 بدأت شركة الهند الشرقية في سك العملات في بومباي وسكت العملات الذهبية والفضية والنحاسية والقصديرية على الطراز الأوروبي. سمية العملة الذهبية باسم كارولينا والعملة الفضية باسم أنجلينا والعملة النحاسية باسم كوبيرون والعملة القصديرية باسم تيني . حدد سعر الصرف عند 11 تيدوكوني كوبيرون و 48 كوبيرون إلى أنجلينا واحدة. لم تسك أي عملات ذهبية ( كارولينا ) حتى عام 1717. أظهر وجه العملات الفضية والنحاسية داخل دائرة داخلية شعارات الشركة وداخل الدائرة الخارجية أسطورة شرف: جنوب: أنجليا: هندي: أوري ، لـ الجمعية الأنجليكانية الموقرة في الهند أورينتاليوم أو شركة الهند الشرقية الإنجليزية المشرفة. كان ظهر هذه العملات يحمل نقشًا مون بومباي الأنظمة الإنجليزية أيه° 7° في المنتصف ونقشًا آخردي أو باكس وإكريمينتوم حوله
بعد إصدار العملات المعدنية لشركة الهند الشرقية لسنوات عديدة أصبحت دار سك العملة في سورات أخيرًا تحت السيطرة المباشرة للشركة في عام 1800. سكت عملات ذهبية وروبيات فضية وقيم جزئية باسم الإمبراطور المغولي شاه علم الثاني تحمل السنة الملكية المجمدة 46. أغلقت دار سك العملة في سورات أخيرًا في عام 1815. وقد أستخدم عدد من العلامات الخاصة المكونة من النقاط والأهلة والرموز التي تشبه التاج والتي تساعد في الإسناد الصحيح لفترة ضرب وصك العملة.

## رئاسة البنغال
في عام 1690 أنشأ جوب تشارنوك من شركة الهند الشرقية البريطانية مركزًا تجاريًا بالقرب مما أصبح يُعرف بفورت ويليام (في كولكاتا الحالية). في عام 1757 حصلت شركة الهند الشرقية على الحق في سك العملات المعدنية في البنغال. أصبحت رئاسة البنغال التابعة للشركة قوة إقليمية بعد معركة بوكسار عام 1764. نتيجة للهزيمة الهندية في بوكسار وقع شجاع الدولة من أوده والإمبراطور المغولي شاه علم الثاني معاهدة الله أباد ‏ التي منحت شركة الهند الشرقية حقوق تحصيل الإيرادات من أجزاء كبيرة من شرق الهند. سكت إصدارات رئاسة البنغال المبكرة بواسطة دور السك تحت اسم الإمبراطور المغولي عالمجير الثاني ( r. 1754–1759 ) ولاحقًا شاه علم الثاني ( r. 1760–1806 ).
استخدم نظام قيم العملات المعدنية المستخدم (الذي أصبح في تاريخ الروبية معيارًا هنديًا حتى النظام العشري في 1 أبريل 1957) النسب التالية:
- 1 فطيرة =1⁄3 قطعة =1⁄12 آنا
- 1 قطعة =1⁄4 آنا =1⁄64 روبية
- 1 آنا =1⁄16 روبية
- 15 روبية (تقريبًا) = واحد منهور

أمرت حكومة الإقامة البنغالية بسك روبية السيكا منذ عام 1793 لاستخدامها كعملة قانونية .

## العملات الإمبراطورية
بعد الثورة الهندية في عامي 1857 و1858 نقلت إدارة الهند البريطانية من شركة الهند الشرقية إلى التاج البريطاني. من عام 1862 حتى استقلال الهند في عام 1947 سكت العملات المعدنية المتداولة تحت السلطة المباشرة للتاج. استمرت العملات الإمبراطورية المبكرة التي صدرت تحمل تاريخًا ثابتًا، على سبيل المثال عملات الروبية التي تحمل تاريخًا ثابتًا عام 1862. كان الهدف من هذه الممارسة هو تثبيط نظام "باتا" السائد أي فرض عقوبة شديدة من قبل الصيارفين أو "الشروف" على العملات المعدنية التي تحمل تاريخًا أقدم لمراعاة التآكل وفقدان الوزن، بغض النظر عن الحالة الفعلية للعملة.

## فيكتوريا الملكة والإمبراطورة

### العملات الذهبية

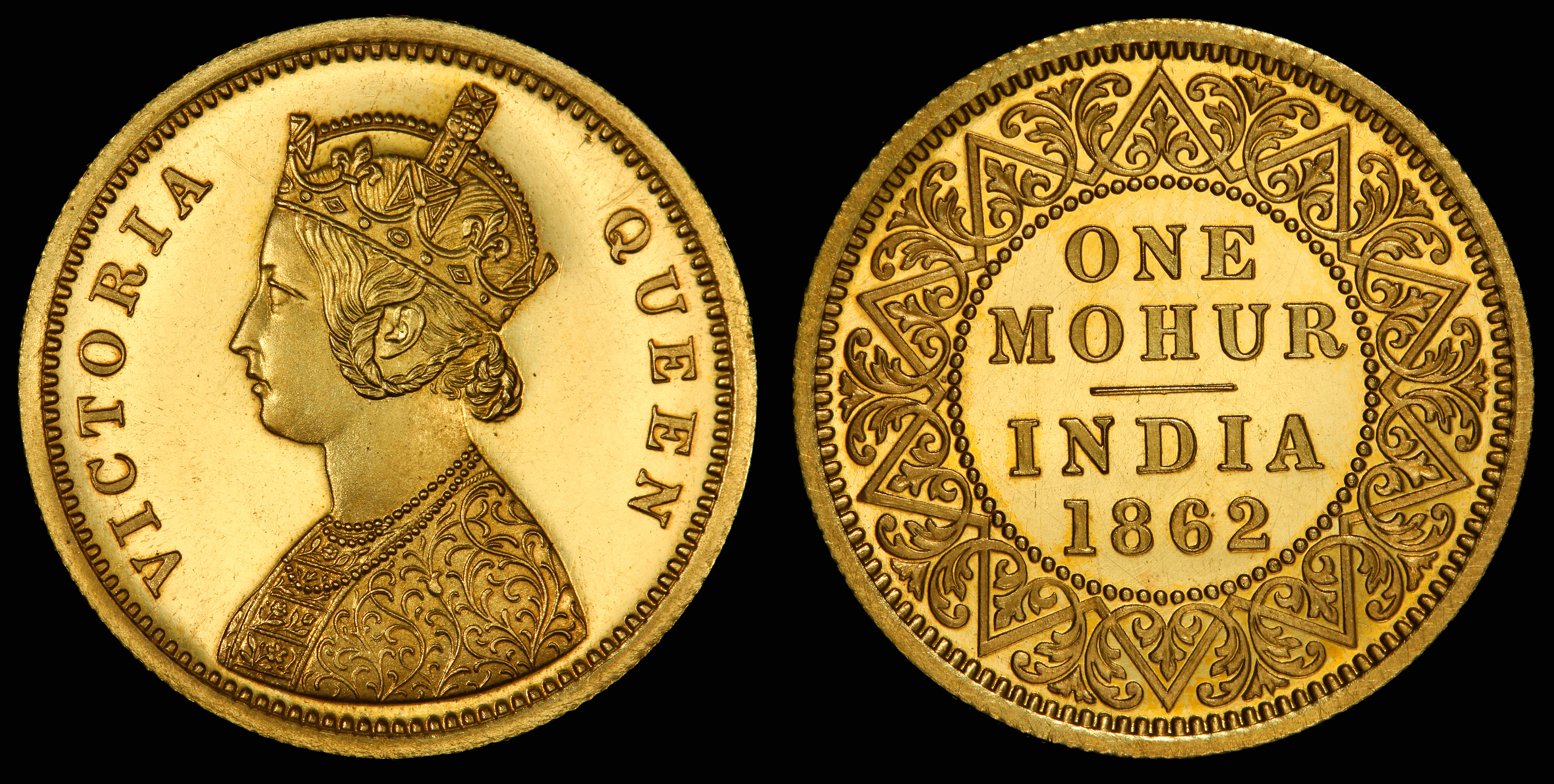
عملة فيكتوريا كوين شهر واحد مؤرخة عام 1862 دار سك العملة في كلكتا.

تتكون العملات الذهبية المبكرة التي تحمل تمثال الملكة فيكتوريا المتوج من عملة موهور واحدة يعود تاريخها إلى عام 1862. كانت هذه العملات المعدنية بنفس الوزن (11.66 جرام = تولة واحدة) ونفس الدقة (0.9167) مثل العملات التي أصدرتها شركة الهند الشرقية. كانت هذه العملات المعدنية التي من المحتمل أنها سُكّت بين عامي 1866 و1869 عملات تجارية ولم يعترف بها كعملة قانونية. هناك عدد من الأصناف (بما في ذلك الأدلة) معروفة مع اختلافات طفيفة في تفاصيل الزخرفة الخلفية والأمامية. كما سكت عملات معدنية تحمل اسم "ملكة فيكتوريا" تحمل تاريخ عام 1875 بالإضافة إلى إصدارات نقدية تحمل تاريخ عام 1870 تحمل تمثال نصفي ناضج للملكة فيكتوريا.

في عام 1876 حصلت فيكتوريا على لقب "إمبراطورة الهند" ومنذ عام 1877 تغيرت الأسطورة الموجودة على وجه جميع العملات المعدنية إلى "إمبراطورة فيكتوريا". أصدرت عملات ذهبية تحمل أسطورة الوجه الجديدة في الفترة ما بين عامي 1877 و1891. إن سكت هذه العملات المعدنية لأي تاريخ معين منخفض نسبيًا مما يجعلها نادرة إلى حد كبير. كما سكت أجزاء من الموهور (التي تقدر قيمتها اسميًا بخمسة عشر روبية فضية) في فئات من عشرة وخمسة روبيات بين عامي 1870 و1879. باستثناء عدد صغير من العملات من فئة العشرة والخمسة روبيات المؤرخة في عام 1870 كانت معظم العملات الكسرية من فئة الموهور إصدارات تجريبية. توجد أصناف ذات تماثيل نصفية أصغر سناً وأكثر نضجاً.

### العملات الفضية

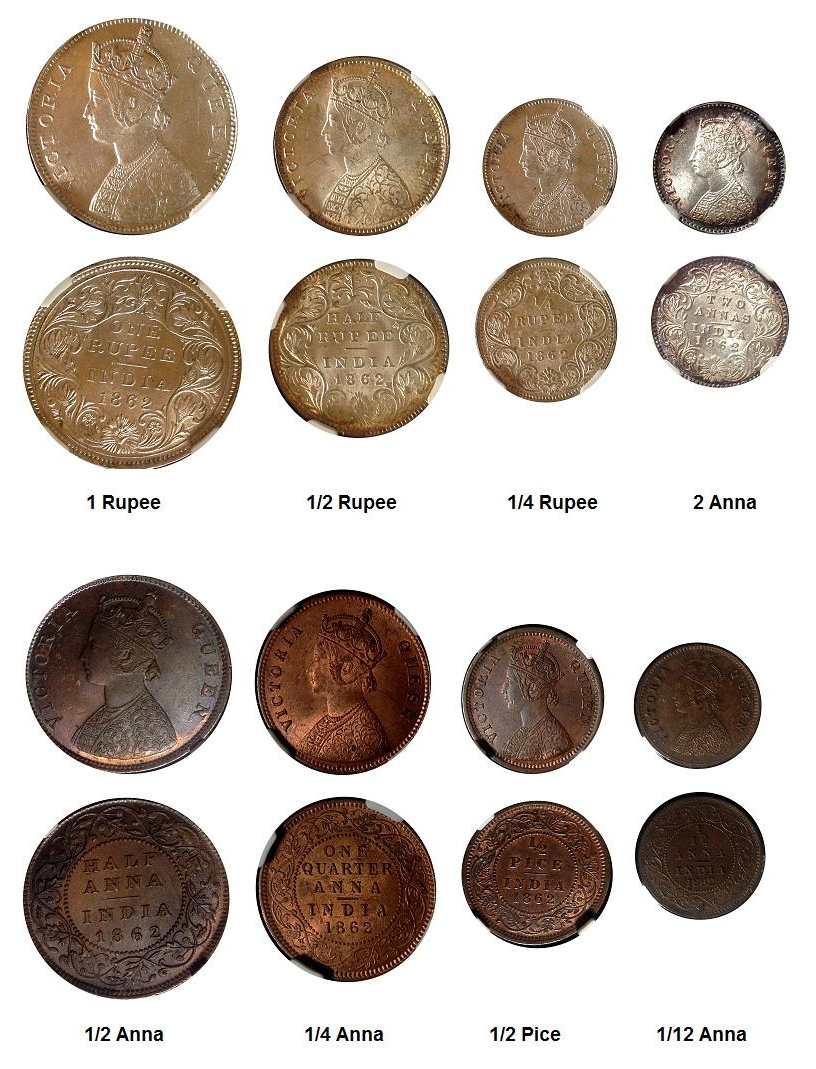
مجموعة من عملات الملكة فيكتوريا الفضية والنحاسية جميعها مؤرخة بعام 1862. العملة المعدنية بقيمة روبية واحدة والتي سكت في دار سك العملة في بومباي تحتوي على نقطتين أسفل الزهرة العلوية و0 نقطة فوق الزهرة السفلية (2/0).

تحتوي إصدارات العملة والإثبات من عملات الروبية المؤرخة في عام 1862 على عدد من الأنواع المختلفة للوجه والظهر والتي تساعد في تحديد دار سك العملة. ومع ذلك ظل تصميم العملة دون تغيير إلى حد كبير. من عام 1863 إلى عام 1875 قدمت دار سك العملة في بومباي نظامًا غير عادي من النقاط لتأريخ العملات المعدنية. تظهر هذه النقاط على الجانب الخلفي أسفل التاريخ أو فوق كلمة "واحد" أو في كلا الموضعين. منذ عام 1874 قاموا بإيقاف هذه الممارسة وبدأ تأريخ العملات المعدنية بطريقة مستمرة. ومن هذا التطور يمكن الاستدلال على أنه بحلول هذا الوقت لابد وأن يكون نظام "باتا" قد اختفى تقريباً. كما هو الحال مع جميع العملات المعدنية الأخرى في فيكتوريا قاموا بتغيير اللقب الموجود على الوجه من "ملكة فيكتوريا" إلى "إمبراطورة فيكتوريا" في عام 1877. عادة لا تحمل عملات دار سك العملة في كلكتا أي علامة دار سك أو حرف "سي" محفورًا في الجزء السفلي من الوجه الخلفي. تتميز إصدارات دار سك العملة في بومباي عادةً بحبة مرتفعة أسفل التاريخ أو حرف "بي" مرتفع/مُنقوش في الزهرة العلوية أو السفلية مع بعض الاستثناءات. ظلت العملات المعدنية الروبية التي تحمل صورة فيكتوريا تُسك حتى وفاتها في عام 1901.
كما أصدرت فئات جزئية من نصف روبية وربع روبية وآناين في عهد فيكتوريا. لم يستخدم نظام التأريخ بالنقاط لهذه الفئات وهو نظام فريد من نوعه بالنسبة للروبية بومباي المؤرخة في عام 1862. على غرار عملات الروبية تغير لقب الملكة إلى الإمبراطورة في عام 1877. تحمل إصدارات بومباي وكلكتا علامات تعريفية مماثلة لإصدارات الروبية (لا توجد علامة أو حرف "سي" محفور لكلكتا أو خرز أو بارز/محفور "بي" لبومباي). من المعروف أن هناك أنواعًا مختلفة من القوالب ذات الوجهين والجانبين لكل فئة.

## إدوارد السابع
| روبية هندية عليها تمثال نصفي لإدوارد السابع                              | روبية هندية عليها تمثال نصفي لإدوارد السابع                                                     |
| ------------------------------------------------------------------------ | ----------------------------------------------------------------------------------------------- |
|                                                                          |                                                                                                 |
| الوجه: صورة جانبية لـ إدوارد السابع محاطة باسمه                          | الوجه الآخر: القيمة الاسمية، البلد، والتاريخ. رُشَّت زهور اللوتس على كلا الجانبين، وتاجٌ في الأعلى. |
| مصنوعة من 91.7% فضة. سُكّت هذه العملة تحديدًا في دار سكّ العملات في كولكاتا. |                                                                                                 |

صدرت عملات معدنية تحمل صورة إدوارد السابع بفئات 1/12 آنا و1/2 بايس و1/4 آنا و1 آنا و2 آنا و1/4 روبية و1/2 روبية و1 روبية.
تضمنت جميع العملات المعدنية تمثالًا غير متوج للملك إدوارد السابع بواسطة جورج ويليام دي سولز. كان هذا بمثابة خروج عن التقاليد حيث أن العملات المعدنية الصادرة للاستخدام في المملكة المتحدة نفسها فقط هي التي يمكنها إظهار صورة غير متوجة في حين أن المستعمرات والمستعمرات لا يمكنها استخدام سوى صورة الملك المتوج الذي يرتدي التاج التيودوري ورداء الدولة المصنوع من فرو القاقم وقلادة وسام الحمام. كانت عملة 1 آنا هي العملة الوحيدة التي صدرت لاستخدام التمثال المتوج في حين تضمنت أنماط قطعة 1/2 آنا وأنماط الذهب والفضة لقطع 1 آنا التمثال المتوج أيضًا.

## جورج الخامس
| روبية هندية عليها تمثال نصفي لجورج الخامس     | روبية هندية عليها تمثال نصفي لجورج الخامس |
| --------------------------------------------- | ----------------------------------------- |
|                                               |                                           |
| الوجه: صورة جانبية لـ جورج الخامس محاطة باسمه | العكس: القيمة الاسمية والبلد والتاريخ     |
| مصنوع من 91.7% فضة                            |                                           |

إن تمثال جورج الخامس الذي صممه بيرترام ماكينال المستخدم هنا مع أن استخدامه على عملات معدنية أخرى في العديد من أجزاء الإمبراطورية البريطانية يمثل اختلافًا طفيفًا عن التصميم العادي حيث  أستبدل طوق الرباط الأكثر نبلًا على رداء الملك بوسام الإمبراطورية الهندية. تسبب هذا التعديل في إثارة الجدل حيث كان لا بد من إعادة تصميم عملة الروبية الواحدة لعام 1911 والمعروفة أيضًا باسم روبية الخنزير لضمان عدم خلط المسلمين بين الفيل الموجود على طوق الملك والخنزير.

## إدوارد الثامن
خلال فترة حكم إدوارد الثامن القصيرة لم تصدر أي عملات معدنية في الهند تحمل صورته. أصدرت بعض الولايات الأميرية الهندية مثل كوتش وجودفور عملات معدنية تحمل اسمه بالخط الهندي. أحيانًا يعرض العديد من العملات المعدنية التي تحمل صورة إدوارد الثامن للبيع على مواقع المزادات عبر الإنترنت ولكن هذه "العملات المعدنية" هي على الأرجح إنتاجات حديثة ولم يتم إصدارها رسميًا على الإطلاق.

## جورج السادس

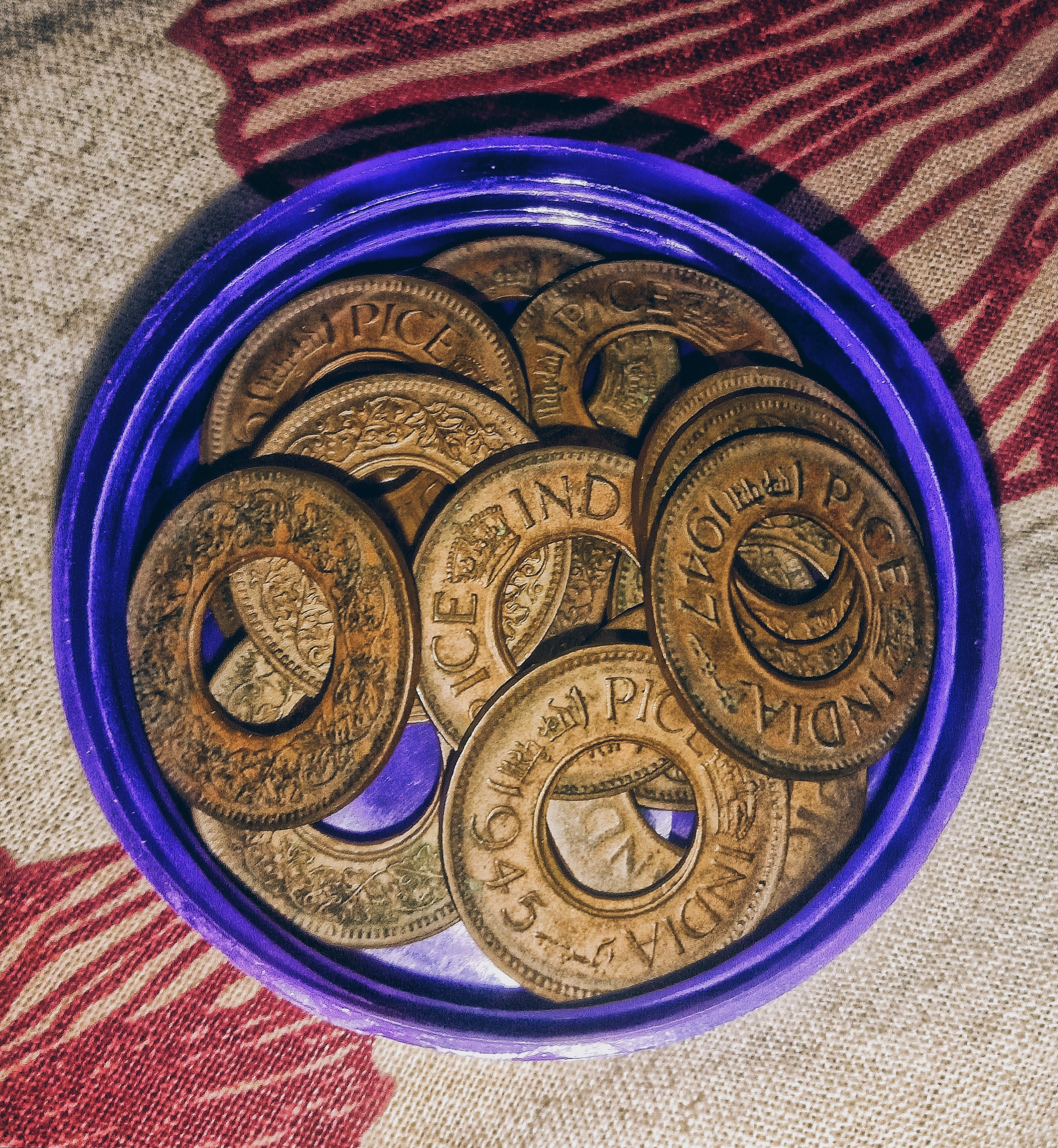
عملات معدنية من فئة قطعة واحدة من الهند البريطانية

تغير قيمة الروبية في محتوى الفضة عام 1939 وفقًا لتدابير زمن الحرب
أصدرت عملات معدنية من الفئات التالية:
- ١٢ آنا (ثلث آنا)
- نصف آنا
- ربع آنا
- بيس (ربع آنا)
- نصف آنا
- آنا
- آناتان
- ٤ آنا (ربع روبية)
- ربع روبية
- ٨ آنا (نصف روبية)
- نصف روبية
- روبية واحدة
- ٥ روبيات (ثلث شهر)
- ١٠ روبيات (ثلثان شهر)
- ١٥ روبية (شهر)
- ٣٠ روبية (شهران)
- جنيه إسترليني ذهبي بريطاني كإصدار حرب طارئ عام ١٩١٨

هناك العديد من العملات النادرة من هذه الفترة والتي تثير اهتمام هواة جمع العملات. الروبية الصادرة عام 1939 هي الروبية الأغلى حيث أصبحت جميع العملات الفضية بعد عام 1939 أقل نقاءً بسبب نقص الفضة خلال الحرب العالمية الثانية. كما تحظى عملات الروبية ونصف الروبية وربع الروبية والأنا الصادرة عام 1947 باهتمام خاص لدى هواة جمع العملات لأن ذلك كان العام الأخير الذي تم فيه تداول العملات البريطانية في الهند.

## تحت قانون الهجرة والجنسية
خلال الحرب العالمية الثانية استولى سوبهاس تشاندرا بوس على ولاية ميزورام ومانيبور وأجزاء من ناجالاند بقيادة الجيش الوطني الهندي (أي أن أيه) من السيطرة البريطانية الاستعمارية بمساعدة القوات اليابانية و حظرت الروبية والعملات المعدنية الهندية البريطانية وقاموا بتقديم الروبية اليابانية (1942-1944).